# Amt Altenpleen
Das Amt Altenpleen liegt im Landkreis Vorpommern-Rügen in Mecklenburg-Vorpommern (Deutschland). Im Amt Altenpleen haben sich die sechs Gemeinden Altenpleen, Groß Mohrdorf, Klausdorf (bei Stralsund), Kramerhof, Preetz (bei Stralsund) und Prohn zur Erledigung ihrer Verwaltungsgeschäfte zusammengeschlossen. Der Verwaltungssitz befindet sich in der Gemeinde Altenpleen.
Das Amtsgebiet erstreckt sich von der Ostsee im Norden bis zum Amt Niepars im Süden. Der Westen des Amtes grenzt an den Grabow, einem Teil des Barther Boddens und der Osten grenzt an die Prohner Wiek und den Strelasund. Südöstlich liegt die Stadt Stralsund. Bis auf dem Prohner Bach und den Prohner Stausee gibt es keine nennenswerten Binnengewässer im Amt. Der Norden des Amtes ist Teil des Nationalparks Vorpommersche Boddenlandschaft. Die Insel Bock und die Halbinsel Großer Werder gehören zum Amtsgebiet.
Wirtschaftlich ist nur die Landwirtschaft erwähnenswert, auch der Tourismus spielt eine wichtige Rolle. Größere Industrieansiedlungen gibt es nur in der Umgebung von Stralsund. Im Kramerhofer Ortsteil Parow befindet sich die Marinetechnikschule der Deutschen Marine.
Durch das Amt Altenpleen führen keine Bundesstraßen. Das Amt ist aber über die Stadt Stralsund verkehrstechnisch gut angebunden. Westlich des Amtes befindet sich der Flughafen Barth.

## Die Gemeinden mit ihren Ortsteilen
- Altenpleen mit Günz, Neuenpleen und Nisdorf
- Groß Mohrdorf mit Batevitz, Bisdorf, Hohendorf, Kinnbackenhagen, Klein Mohrdorf und Wendisch-Langendorf
- Klausdorf mit Barhöft, Solkendorf und Zarrenzin
- Kramerhof mit Groß Damitz, Groß Kedingshagen, Klein Kedingshagen, Kramerhof, Parow und Vogelsang
- Preetz mit Krönnevitz, Oldendorf und Schmedshagen
- Prohn mit Klein Damitz, Muuks und Sommerfeld